# ADC Airlines
Aviation Development Company oder ADC Airlines war eine nigerianische Fluggesellschaft aus Ikeja in Nigeria, die nationale Linien- und regionale Charterflüge durchführte. Heimatflughafen war der Murtala Mohammed International Airport in Lagos.

## Geschichte
Die Airline wurde 1984 gegründet, begann aber erst im Januar 1991 mit Charterflügen. Ab 1992 führte sie auch Linienflüge durch.

Infolge des Absturzes am 29. Oktober 2006 wurde ihr die Betriebslizenz entzogen.

## Flotte
ADC Airlines betrieb eine Flotte von verschiedenen Boeing-Mustern.

## Zwischenfälle

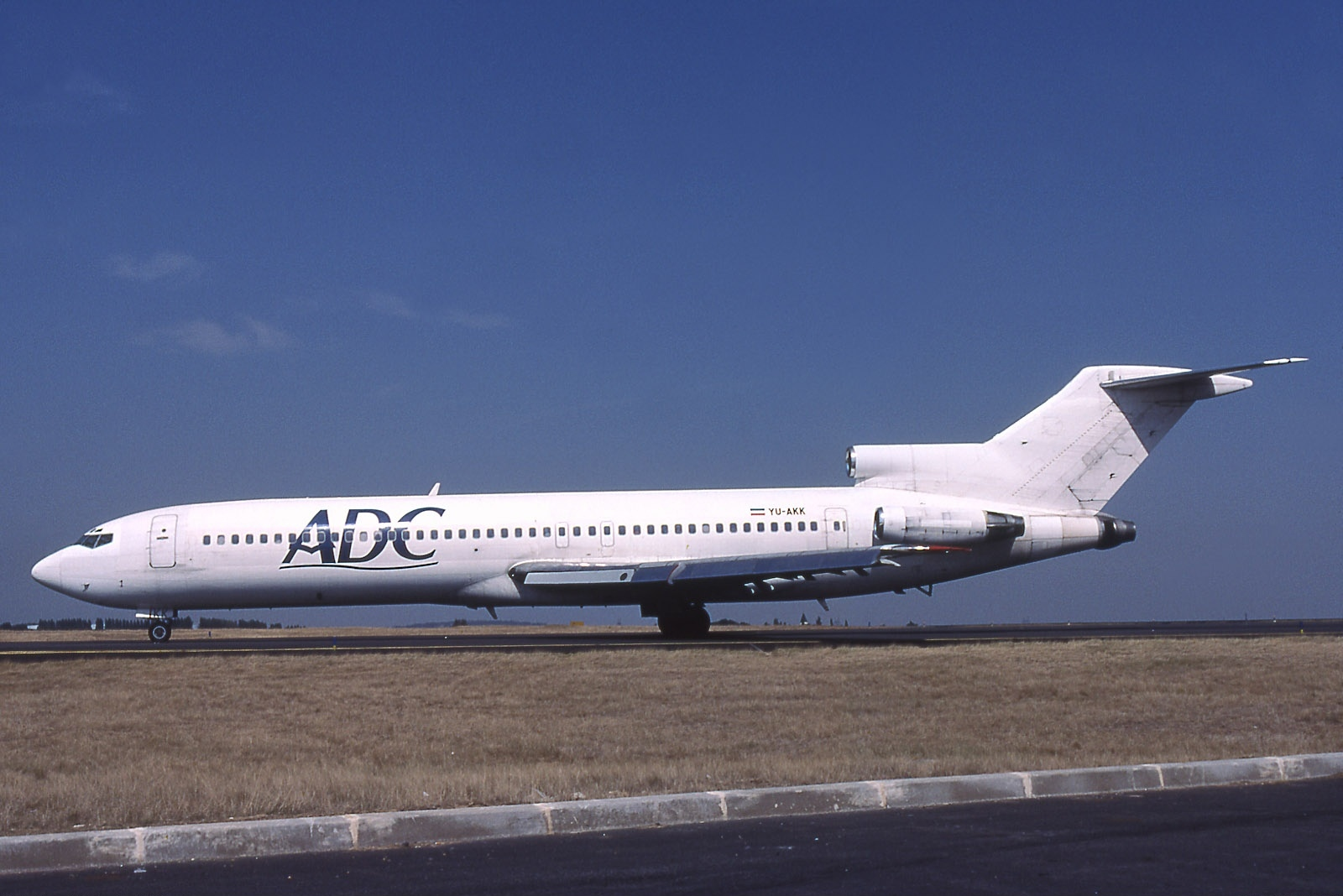
ADC Airlines Boeing 727-200, baugleich mit der 1996 verunglückten

- Am 7. November 1996 geriet eine Boeing 727-231 der ADC Airlines (Luftfahrzeugkennzeichen 5N-BBG) auf dem Weg von Port Harcourt nach Lagos in einen unkontrollierten Flugzustand und stürzte aus einer Höhe von 16.000 Fuß (knapp 5000 m) ab. Alle 144 Insassen kamen ums Leben. Auslöser war ein Fehler der Flugsicherung, die eine falsche Freigabe erteilt hatte. Dadurch kam es zu einer Beinahe-Kollision mit einer anderen Maschine. Um diese zu verhindern, flogen die Piloten ein derart ruppiges Ausweichmanöver, dass die Boeing einen exzessiven Rollwinkel einnahm und innerhalb von 16 Sekunden fast Schallgeschwindigkeit erreichte, wobei es zum Kontrollverlust und Absturz in der Nähe von Ejrin kam (siehe auch ADC-Airlines-Flug 86).[1]

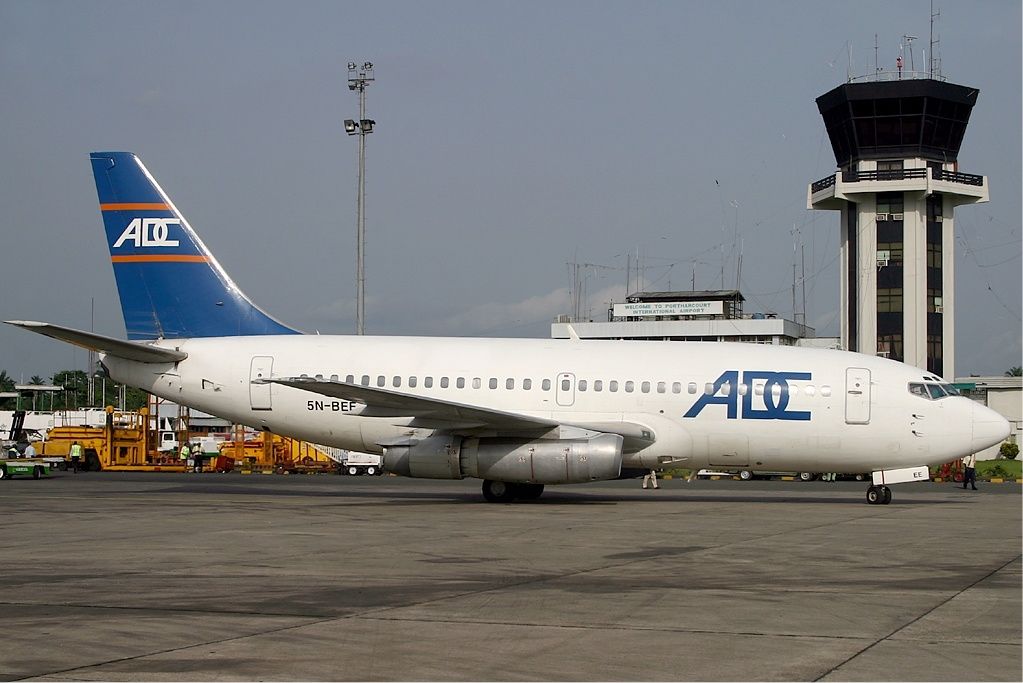
ADC Airlines Boeing 737-200, baugleich mit der 2006 verunglückten

- Am 29. Juli 1997 schoss eine BAC 1-11 203AE (5N-BAA) im nigerianischen Calabar bei starkem Regen über die Landebahn hinaus. Ein Passagier kam dabei ums Leben (siehe auch Flugunfall der ADC Airlines bei Calabar).[2]

- Am 29. Oktober 2006 stürzte eine Boeing 737-2B7 der ADC Airlines (5N-BFK) beim Start vom Flughafen Abuja kurz nach dem Abheben in der Nähe des Flughafens ab. Dabei kamen 96 der 105 Menschen an Bord ums Leben, 9 Personen überlebten. Ursache für den Unfall war die Entscheidung der Piloten, trotz vorheriger Warnungen vor einem Gewitter zu starten, und ihre nicht angemessene Reaktion auf eine starke Windscherung nach dem Abheben (siehe auch ADC-Airlines-Flug 53).[3]